# Kendal

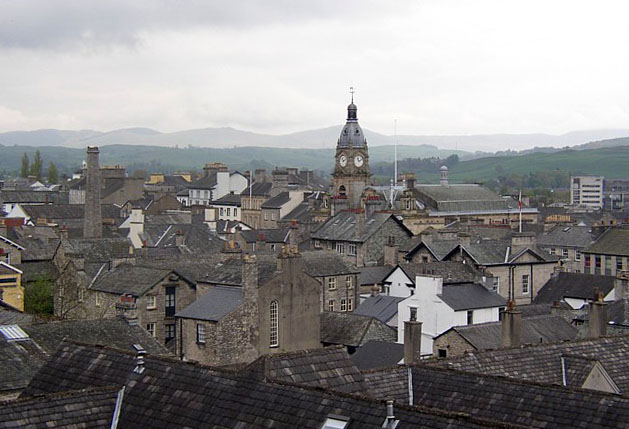
Tejados en Kendal. Los edificios de Kendal, especialmente en el lado oeste de la calle principal, están organizados de forma estrechamente compacta, con acceso desde estrechos 'patios', muchos sin nombre pero identificados por números. Las dos características prominentes son la chimenea de los antiguos baños públicos y la torre del Ayuntamiento.

Kendal es una antigua ciudad y una parroquia civil en la zona de Westmorland, en el sur del condado de Cumbria, en Inglaterra (54°19′N 2°45′O / 54.317, -2.750). Se encuentra a orillas del río Kent del cual toma en parte su nombre (Kent-Dale, significa valle del río Kent). Respecto al nombre, otros dicen que tiene un origen celta cuyo significado sería el de «valle brillante».
Hoy en día, Kendal es conocido principalmente como centro de turismo y como la ciudad de origen del «Kendal mint cake» (torta mint). Sus edificios construidos principalmente con piedra caliza gris de la comarca, le han dado el sobrenombre «the Auld Grey Town».
Con una población de 27.521 habitantes en 2001, Kendal fue elegido como el mejor lugar para vivir de Inglaterra tras un largo estudio de ocho años emprendido por la universidad de Strathclyde y sus habitantes.